# Seznam postav seriálu Star Trek: Fenomén
Toto je seznam hlavních a některých vedlejších postav, které se objevují v seriálu Star Trek: Fenomén (2021–2024).

## Hlavní postavy
Pozn.: Barevně v souladu s uniformami je označeno zařazení postav: červená – velení a řízení, modrá – vědecká a lékařská sekce, žlutá – technická sekce a bezpečnost, šedá – civilisté.
| | Jméno                                                                  | Pozice                  | Rasa       | Herec             | Poprvé |
| --- | ---------------------------------------------------------------------- | ----------------------- | ---------- | ----------------- | ------ |
| Dal R'El | civilista (1. řada) kadet (2. řada) první důstojník (20. díl, 2. řady) | lidský augment (hybrid) | Brett Gray | „Ztráty a nálezy“ |        |
| Dal byl 17letým zajatcem v pracovním táboře na planetoidu Tars Lamora v kvadrantu delta, odkud uprchl se skupinkou dalších mladých zajatců na palubě hvězdné lodi Federace USS Protostar, kterou našli opuštěnou v blízkosti tábora a Dal se postavil do čela skupinky a přijal roli kapitána. Ale byli pronásledováni šéfem tábora, který chtěl loď pro sebe. Kvůli tomu se rozhodli letět k Federaci a připojit se ke Hvězdné flotile. Po mnoha dobrodružství se nakonec dostali do Federace a Dal se stal kadetem Hvězdné flotily a nakonec praporčíkem na výcvikové lodi USS Prodigy, kde slouží jako první důstojník velící důstojnice Gwyndaly. |                                                                        |                         |            |                   |        |

| | Jméno                                                                   | Pozice     | Rasa         | Herec             | Poprvé |
| --- | ----------------------------------------------------------------------- | ---------- | ------------ | ----------------- | ------ |
| Gwyndala | civilista (1. řada) kadet (2. řada) velící důstojník (20. díl, 2. řady) | Vau N'Akat | Ella Purnell | „Ztráty a nálezy“ |        |
| 17letá Gwyndala zkráceně Gwyn známá jako „Potomek“, žila v pracovním táboře na planetoidu Tars Lamora v kvadrantu delta jako dcera šéfa tábora Ilthurana a jeho klon. Byla vytvořena, aby nahradila svého otce známého jako „Prorok“, při hledání lodi Federace USS Protosar k záchraně svého druhu v budoucnosti. Když Dal objevil Protosar, využil ji k útěku a přitom zajal Gwyn, která se ho snažila zastavit. Časem se přidala k Dalově posádce uprchlíků a kvůli Ilthuranově pronásledování se společně vydali do Federace s úmyslem připojit se k Hvězdné flotile. Po mnoha dobrodružství se nakonec dostali do Federace a Gwyn se stala kadetem Hvězdné flotily a nakonec praporčíkem na výcvikové lodi USS Prodigy, kde slouží jako velící důstojnice. |                                                                         |            |              |                   |        |

| | Jméno                                                                 | Pozice    | Rasa             | Herec             | Poprvé |
| --- | --------------------------------------------------------------------- | --------- | ---------------- | ----------------- | ------ |
| Jankom Pog | civilista (1. řada) kadet (2. řada) hlavní inženýr (20. díl, 2. řady) | Tellarita | Jason Mantzoukas | „Ztráty a nálezy“ |        |
| Mladý Tellarita se narodil v polovině 22. století ještě před založením Federace a byl v kryostázi vyslán spolu s horníky do kvadrantu delta, ale před dosažení cíle byl ve 24. století kvůli opravám probuzen, ale po dokončení oprav spotřeboval příliš kyslíku a musel loď opustit v únikovém modulu, aby zbyl kyslík pro ostatní. Krátce poté byl zajat a odvezen do pracovního tábora na planetoidu Tars Lamora v kvadrantu delta, odkud později uprchl se skupinkou dalších mladých zajatců na palubě hvězdné lodi Federace USS Protostar, kterou našli opuštěnou v blízkosti tábora a Jankom se stal lodním inženýrem. Po mnoha dobrodružství se nakonec dostali do Federace, kde se Jankom stal kadetem Hvězdné flotily a nakonec praporčíkem na výcvikové lodi USS Prodigy, kde slouží jako hlavní inženýr pod velící důstojnicí Gwyndalou. |                                                                       |           |                  |                   |        |

| | Jméno                                                                           | Pozice  | Rasa        | Herec             | Poprvé |
| --- | ------------------------------------------------------------------------------- | ------- | ----------- | ----------------- | ------ |
| Zero | civilista (1. řada) kadet (2. řada) lékař/operační důstojník (20. díl, 2. řady) | Medusan | Angus Imrie | „Ztráty a nálezy“ |        |
| Zero je z druhu netělesných energetických bytostí Medúsanů a má telepatické schopnosti. Se skupinkou Medúsanů opustili domovskou planetu, aby zkoumali galaxii, ale jednoho dne byl unesen z kolektivní mysli a odvezen do pracovního tábora na planetoidu Tars Lamora v kvadrantu delta. Organici se na Zera nemůžou podívat, jinak by se zbláznili, proto se ukryl do speciálního robotického obleku vlastní výroby. Z tábora později uprchl se skupinkou dalších mladých zajatců na palubě hvězdné lodi Federace USS Protostar, kterou našli opuštěnou v blízkosti tábora a Zero se stal jejím pilotem a lékařem. Po mnoha dobrodružství se nakonec dostali do Federace, kde se Zero stal kadetem Hvězdné flotily a nakonec praporčíkem na výcvikové lodi USS Prodigy, kde slouží jako hlavní lékař a operační důstojník pod velící důstojnicí Gwyndalou. |                                                                                 |         |             |                   |        |

| | Jméno                                                                           | Pozice | Rasa            | Herec             | Poprvé |
| --- | ------------------------------------------------------------------------------- | ------ | --------------- | ----------------- | ------ |
| Rok-Tahk | civilista (1. řada) kadet (2. řada) hlavní vědecký důstojník (20. díl, 2. řady) | Brikar | Rylee Alazraqui | „Ztráty a nálezy“ |        |
| Jako velmi mladá byla Rok otrokyní a musela vystupovat v bojové show jako monstrum a musela hrát prohru, ale jednou se pokusila hrát hrdinu a vyhrát, ale později byla prodána a dostala se do pracovního tábora na planetoidu Tars Lamora v kvadrantu delta, odkud uprchla se skupinkou dalších mladých zajatců na palubě hvězdné lodi Federace USS Protostar, kterou našli opuštěnou v blízkosti tábora a Rok se stala vědeckou důstojnicí na lodi. Po mnoha dobrodružství se nakonec dostali do Federace a Rok se stala kadetem Hvězdné flotily a nakonec praporčíkem na výcvikové lodi USS Prodigy, kde slouží jako hlavní vědecký důstojník pod velící důstojnicí Gwyndalou. |                                                                                 |        |                 |                   |        |

| | Jméno                                                                         | Pozice             | Rasa              | Herec             | Poprvé |
| --- | ----------------------------------------------------------------------------- | ------------------ | ----------------- | ----------------- | ------ |
| Murf | civilista (1. řada) kadet (2. řada) bezpečnostní důstojník (20. díl, 2. řady) | Mellanoidní slimák | Dee Bradley Baker | „Ztráty a nálezy“ |        |
| Murf je želatinová bytost z druhu tzv. Mellanoidních slimáků, díky čemuž je velmi odolný, přežije výbuch granátu, vesmírné vakuum nebo silné záření. Původně se dokázal jen plazit a měl tvar jako pozemský slimák, ale později se zakuklil a metamorfoval do tvaru dvounožce. Obýval pracovní vězeňský tábor na planetoidu Tars Lamora v kvadrantu delta, kde ho našla Rok a pojmenovala ho Murf a odvezla ho při útěku z tábora na palubě lodi Federace USS Protosar kde se stal bezpečnostním důstojníkem. Po mnoha dobrodružství se nakonec dostali do Federace a Murf se stal kadetem Hvězdné flotily a nakonec praporčíkem na výcvikové lodi USS Prodigy, kde slouží jako hlavní bezpečnostní důstojník pod velící důstojnicí Gwyndalou. |                                                                               |                    |                   |                   |        |

| | Jméno                                    | Pozice   | Rasa           | Herec      | Poprvé |
| --- | ---------------------------------------- | -------- | -------------- | ---------- | ------ |
| Maj'el | kadet (2. řada) pilot (20. díl, 2. řady) | Vulkánec | Michaela Dietz | „Do útoku“ |        |
| Maj'el byla nejdříve kadetka na lodi Voyager-A a členka eskadry Nova, po mnoha dobrodružství se nakonec stala praporčíkem a pilotkou výcvikové lodi USS Prodigy. |                                          |          |                |            |        |

| | Jméno             | Pozice   | Rasa         | Herec             | Poprvé |
| --- | ----------------- | -------- | ------------ | ----------------- | ------ |
| Kathryn Janewayová | výcvikový poradce | hologram | Kate Mulgrew | „Ztráty a nálezy“ |        |
| Výcviková holografická poradkyně vytvořená podle admirála Kathryn Janewayové, původně umístěná na USS Protosar, původně měla jen omezené ovládání lodi, ale později získala možnost jejího plného ovládání. Tam vykonávala práci poradkyně kapitána Chakotaye při misi do kvadrantu delta. Cestou byli časovou anomálií vtaženi do budoucnosti na planetu Solum, kde se lodi zmocnili Vau N'Akat, vymazali hologramu Janewayové paměť a chtěli loď poslat do Federace jako trojského koně se speciální zbraní na palubě. Tomu, ale zabránil Chakotay a poslal loď zpět do anomálie, aby se ztratila v čase a tak skončila v minulosti na Tars Lamoře. Po útěku mladých uprchlíků jim hologram Janewayová představila hodnoty Federace a Hvězdné flotily a pomohla jim s výcvikem pro který se rozhodli, i když zatím neoficiálně. Nakonec se díky změně historie dostala na USS Prodigy jako výcviková poradkyně. |                   |          |              |                   |        |

| | Jméno            | Pozice | Rasa         | Herec                     | Poprvé |
| --- | ---------------- | ------ | ------------ | ------------------------- | ------ |
| Kathryn Janewayová | velící důstojník | člověk | Kate Mulgrew | „Morální hvězda, část 2.“ |        |
| Kathryn byla původně kapitán Voyageru, po návratu z kvadrantu delta byla povýšena na admirála a získala velení lodi Dontless se kterou byla pověřena dopadením uprchlíků, kteří měli v držení loď Federace Protosar, ale když je poznala, pochopila, že nemají zlé úmysly a pomohla jim nastoupit na Akademii Hvězdné flotily. Později přijala kadety na svou novou loď Voyager-A k výcviku. Poté se vydala na misi zachránit Chakotaye z budoucnosti, s čímž s pomocí kadetů nakonec uspěla, ale došlo přitom k časovému paradoxu, který byl třeba napravit, což také vyšlo. Poté se rozhodla odejít do důchodu, v něm ale dlouho nezůstala a po útoku syntetiků na Mars byla povolána zpět do služby. Poté prosadila ponechání USS Prodigy ve službě jako výcvikové lodi pro kadety. |                  |        |              |                           |        |

| | Jméno           | Pozice | Rasa           | Herec      | Poprvé |
| --- | --------------- | ------ | -------------- | ---------- | ------ |
| Chakotay | první důstojník | člověk | Robert Beltran | „Preludia“ |        |
| Kdysi Makista, později první důstojník Voyageru a nakonec původní kapitán USS Protosar při misi do kvadrantu delta, ale cestou byli časovou anomálií vtaženi do budoucnosti na planetu Solum, kde byl zajat. Vau N'Akat plánovali poslat loď zpět do Federace jako trojského koně se zbraní na palubě, aby zničili Federaci, tomu ale naštěstí Chakotay zabránil a poslal loď zpět do anomálie, aby se ztratila v čase. Protože poslední známá Chakotayova pozice byla na Solumu 50 let v budoucnosti, chtěla ho Janewayová dostat do své doby. Ale kvůli chybě nastoupil Chakotay do Protosar, čímž byla změněna historie, byl změněn cíl cesty a místo na Tars Lamoře skončil uvězněn na opuštěné planetě 10 let, než se za ním dostali kadeti, aby ho zachránili a dostali Protosar do správného času a na správné místo, aby opravili časový paradox. Nakonec se stal kapitánem lodi USS Voyager-A. |                 |        |                |            |        |

| | Jméno | Pozice   | Rasa           | Herec      | Poprvé |
| --- | ----- | -------- | -------------- | ---------- | ------ |
| Doktor | lékař | hologram | Robert Picardo | „Do útoku“ |        |
| Kdysi pohotovostní zdravotnický hologram na Voyageru ze základními funkcemi a po úmrtí hlavního lékaře ho nahradil. Postupem let se vylepšoval a nakonec se stal plnohodnotnou osobou. Po službě na Voyageru byl přeřazen na Voyager-A jako jeden z lékařů. |       |          |                |            |        |

## Vedlejší postavy
| Jméno          | Rasa       | Dabér           | Popis |
| -------------- | ---------- | --------------- | --- |
| Tysess         | Andorian   | Daveed Diggs    | první důstojník viceadmirála Janewayové na USS Dontless posléze na USS Voyager-A |
| Noum           | Tellrit    | Jason Alexander | hlavní lékař na Dontlessu a poté lékař na Voyageru-A |
| Ilthuran       | Vau N'Akat | John Noble      | otec Gwyndaly známý jako „Prorok“, se v budoucnosti po pádu své civilizace připojil k organizaci, která usiluje o změnu historie a poslala Ilthurana do minulosti, aby našel Protosar, pomocí které chtěli zabránit zničení své civilizace. Kvůli tomu založil pracovní tábor na planetoidu Tars Lamora. |
| Drednok        | robot      | Jimmi Simpson   | robot vyrobený Vau N'Akaty a sloužící Ilthuranovi |
| Edward Jellico | člověk     | Rony Cox        | admirál Hvězdné flotily |
| Asencia        | Vau N'Akat | Jameela Jamil   | |
| Wesley Crusher | člověk     | Will Wheaton    | nynější „Cestovatel“ a bývalý praporčík na Enterprise-D |